# Галонский, Павел Петрович
Галонский Павел Петрович (21 декабря 1908 года — 9 мая 1986 года) — хозяйственный деятель. Заслуженный работник нефтяной и газовой промышленности СССР, почётный нефтяник СССР. Лауреат Государственной премии СССР (1950).

## Биография
Галонский Павел Петрович родился 21 декабря 1908 года в Баку.
В 1935 году окончил Азербайджанский индустриальный институт в Баку, где и преподавал с 1938 года.
Место работы: с 1942 года  работал в ПО “Сахалиннефть” (г.Хабаровск), объединении “Дальнефть” (г. Оха). С 1947 года - управляющий нефтепромысловым управлением “Туймазанефть”. С 1955 зам. мин. нефтяной пром сти СССР, с 1957 пред. Госплана и СНХ Туркменской ССР. С 1961 работал в Государственном комитете  СМ СССР по координации научно-исследовательских работ,  с 1962 года работал в СНХ СССР, с 1965 года – в Госплане СССР, в 1976—1979 годах - директор Всесоюзного НИИ экономики, организации производства и технико-экономической информации в газовой промышленности в Москве.
Галонский Павел Петрович был организатором разработки Серафимовского и Туймазинского нефтяных месторождений РБ, освоения метода законтурного заводнения на Туймазинском месторождении нефти.

## Награды и звания
Лауреат Сталинской премии (1950)
Орден  Ленина
Три ордена  Трудового Красного Знамени